# Liberia na Letnich Igrzyskach Olimpijskich 1972
Liberię na Letnich Igrzyskach Olimpijskich 1972 reprezentowało 5 sportowców.

## Skład kadry

### Lekkoatletyka
Mężczyźni
- Andrew Sartee - 100 metrów - odpadł w eliminacjach
- Dominic Saidu - 200 metrów - odpadł w eliminacjach
- Thomas N'Ma - 400 metrów - odpadł w eliminacjach
- Thomas Howe - 800 metrów - odpadł w eliminacjach
- Edward Kar - 1500 metrów - odpadł w eliminacjach